# Libiš
Libiš (dříve zřejmě Ľubiš) je obec v okrese Mělník ve Středočeském kraji. Leží v severozápadním sousedství města Neratovice. Rozkládá se asi deset kilometrů jižně od Mělníka a je přimknutá k Neratovicím. V současnosti v obci žije přibližně 2 400 obyvatel. V katastru Libiše se nachází většina areálu chemické továrny Spolana.

## Název
Název byl odvozen z osobního jména Libich.

## Historie

### Pověsti
Svým počátkem sahá do pohanského věku. Podle pověsti zde bývala tvrz v místech východně od bývalého štěpánského přívozu na Labi, kde je nyní les. Před dávnými lety zde byly zbytky zdí a mnoho velkých kamenů. Místo bylo nazýváno na kole, na zámku, na starém hradě. Podle pověsti byla tvrz letním sídlem kněžny Libuše, která také v Libiši dala postavit pohanský chrám v místě, kde je kostel svatého Jakuba. O pohanském pravěku svědčí také pohanské mohyly objevené za kostelem, kde byly nalezeny lidské kosti, popelnice a jiné starodávné předměty. Z tvrze prý vedla podzemní chodba až do kostela v Libiši. Tvrz i ves byly nazvány jménem zakladatelky Libuše (Libuš). Nezachovaly se však listiny, jež by se o tvrzi zmiňovaly.

### Středověk
Pražský měšťan a konšel jménem Stach prodal Libuš (Libiš) roku 1355 Janu Rollovi. V roce 1406 koupil Libiš břevnovský klášter, který zde měl dvůr s dvěma poplužími. Ve stvrzovací listině města Kostelec nad Labem ze dne 24. července 1407 je jmenován rytíř Ctibor z Libiše. V husitských válkách  ovládli Libiš a blízkou ves Slatinu (nyní již zaniklou) roku 1421 pražané. Roku 1432 náležela ves Libiš dílem k obřístevskému statku. V roce 1542 prodal Jindřich Hasištejnský z Lobkovic Libiš Vilému ze Lstiboře jako část obřístevského statku. Staroměstští Pražané museli pro odboj proti králi Ferdinandu I roku 1547 postoupit své dědičné statky, k nimž náležela také ves Libiš. Díl Libiše náležející k obřístevskému statku koupil roku 1618 Václav Šťastný Pětipeský. Ten byl v roce 1621 odsouzen pro vzpouru ke ztrátě majetku a tak koupila Libiš od české komory kněžna Polyxena z Lobkovic.

### Moderní dějiny
V pozdější době byla Libiš popisována takto: …při Labi zde rozkládají se stinné lesy velkostatku obřístevského s bujnými lučinami, jež u štěpánského přívozu zakončeny jsou letohrádkem Antonie hraběnky Valdšteinové. Od obce ku straně západní jsou borky rolnické, jež souvisí s panskou bažantnicí, kterou Pražané v posledních letech jako místo výletní sobě oblíbili. Nedaleko Libiše, asi 2 km na jihovýchod jde česká severní dráha, k níž připojena je odbočka ku Kralupům. Podle obce jde pohodlná erární silnice od Prahy ku Mělníku, od ní pak odbočuje „u Křížku“ silnice okresní, ubírající se skrze Libiš k železniční stanici v Neratovicích…[zdroj?]
Škola v Libiši byla postavena v roce 1869 vedle staré školy jako konfesionální evangelická o jedné třídě s právem veřejnosti a byla četně navštěvována. Z učitelů zvláště zasluhuje zmínku Josef Baštecký – rodák z Neratovic, který zde vyučoval od roku 1832 do roku 1875.
Libiš činila místní a katastrální obec, poštou náležela k Neratovicím (tehdy v okrese Karlínském). Bývali zde tito řemeslníci: dva kováři, dva koláři, pekař, řezník, krejčí, tři obuvníci, jeden košíkář. Byly zde dva obchody smíšeným zbožím, dvě živnosti hostinské, dva výčepy kořalky, jeden výčep vína, dále hokynářství a dvě prodejny tabáku. Roku 1894 si vypůjčila Libiš 10 000 zlatých od Zemské banky království českého, tuto částku splácela padesát roků.[zdroj?]

### Po roce 1900
Roku 1932 byl založen v Libiši Sokol. 

## Přírodní poměry

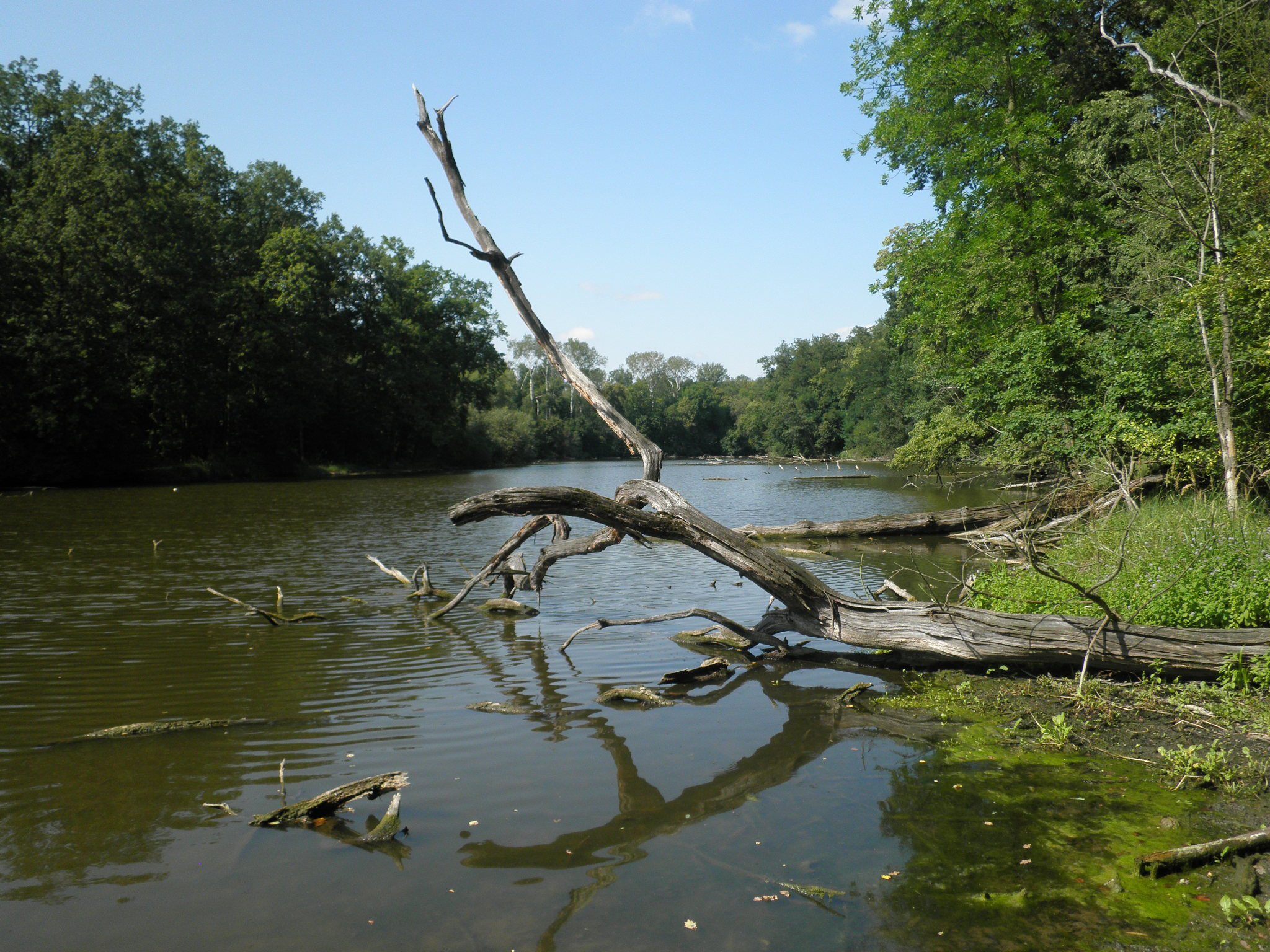
Mrtvé rameno Labe v Černínovsku

Na břehu mrtvého ramene Labe u Libiše, v sousedství zadní části chemické továrny Spolana je lužní les, z něhož část byla přírodní rezervací Černínovsko. Tato rezervace v roce 2014 zanikla a byla nahrazena přírodní rezervací Úpor-Černínovsko. Vyskytuje se zde řada chráněných rostlinných druhů a četná hnízdiště vodního ptactva. Lokalita končí u Štěpánského mostu přes Labe, patřícího do území obce Obříství.

## Obyvatelstvo
| Rok            | 1869 | 1880 | 1890 | 1900 | 1910 | 1921 | 1930  | 1950  | 1961  | 1970  | 1980  | 1991  | 2001  | 2011  | 2021  |
| -------------- | ---- | ---- | ---- | ---- | ---- | ---- | ----- | ----- | ----- | ----- | ----- | ----- | ----- | ----- | ----- |
| Počet obyvatel | 375  | 429  | 444  | 507  | 649  | 722  | 1 352 | 1 967 | 2 272 | 2 074 | 1 851 | 1 719 | 1 769 | 2 067 | 2 421 |
| Počet domů     | 64   | 68   | 73   | 87   | 122  | 137  | 304   | 499   | 503   | 514   | 512   | 572   | 595   | 681   | 777   |

## Obecní správa

### Územněsprávní začlenění
Dějiny územněsprávního začleňování zahrnují období od roku 1850 do současnosti. V chronologickém přehledu je uvedena územně administrativní příslušnost obce v roce, kdy ke změně došlo:
- 1850 země česká, kraj Praha, politický i soudní okres Mělník[9]
- 1855 země česká, kraj Praha, soudní okres Mělník
- 1868 země česká, kraj Praha, politický i soudní okres Mělník
- 1939 země česká, Oberlandrat Mělník, politický i soudní okres Mělník[10]
- 1942 země česká, Oberlandrat Praha, politický i soudní okres Mělník[11]
- 1945 země česká, správní i soudní okres Mělník[12]
- 1949 Pražský kraj, okres Mělník[13]
- 1954 Pražský kraj, okres Mělník, město Neratovice[14]
- 1960 Středočeský kraj, okres Mělník, město Neratovice
- k 24. listopadu 1990 Středočeský kraj, okres Mělník[14]
- 2003 Středočeský kraj, okres Mělník, obec s rozšířenou působností Neratovice

### Obecní symboly
Znak a vlajka byly obci uděleny rozhodnutím předsedy Poslanecké sněmovny Parlamentu České republiky dne 14. března 2002.

## Společnost
V obci Libiš (1450 obyvatel, katol. kostel, evang. kostel) byly v roce 1932 evidovány tyto živnosti a obchody: bednář, drogerie, obchod s dřívím, 3 holiči, 4 hostince, kamnář, kolář, 2 kováři, 2 krejčí, 2 lakýrníci, 2 obuvníci, 3 pekaři, stáčírna lahvového piva, pohřební ústav, 4 rolníci, 3 řezníci, 10 obchodů se smíšeným zbožím, 2 stavební hmoty, 3 obchody se střižním zbožím, švadlena, trafika, 5 truhlářů, 3 obchody s uhlím, velkostatek, vetešník, 5 zahradnictví, 3 zedničtí mistři, zlatník.

## Doprava
Dopravní síť
- Pozemní komunikace – Obcí prochází silnice I/9 a silnice II/101 Brandýs nad Labem-Stará Boleslav – Neratovice – Libiš – Kralupy n.V. – Kladno. Mezi Libiší a mostem přes Labe jsou vedeny společně.

- Železnice – Katastrální území obce protíná Trať 092 Neratovice – Kralupy nad Vltavou.

Železniční stanice na území obce není. Nejblíže obci je železniční stanice Neratovice ve vzdálenosti 1 km ležící na trati 070 z Prahy do Mladé Boleslavi, na trati 074 do Čelákovic a na trati 092 do Kralup nad Vltavou.
Veřejná doprava 2012
- Autobusová doprava – V obci měly zastávky příměstské autobusové linky jedoucí do těchto cílů: Brandýs nad Labem-Stará Boleslav, Kralupy nad Vltavou, Mělník, Neratovice, Odolena Voda, Praha, Štětí, Všetaty.

## Pamětihodnosti

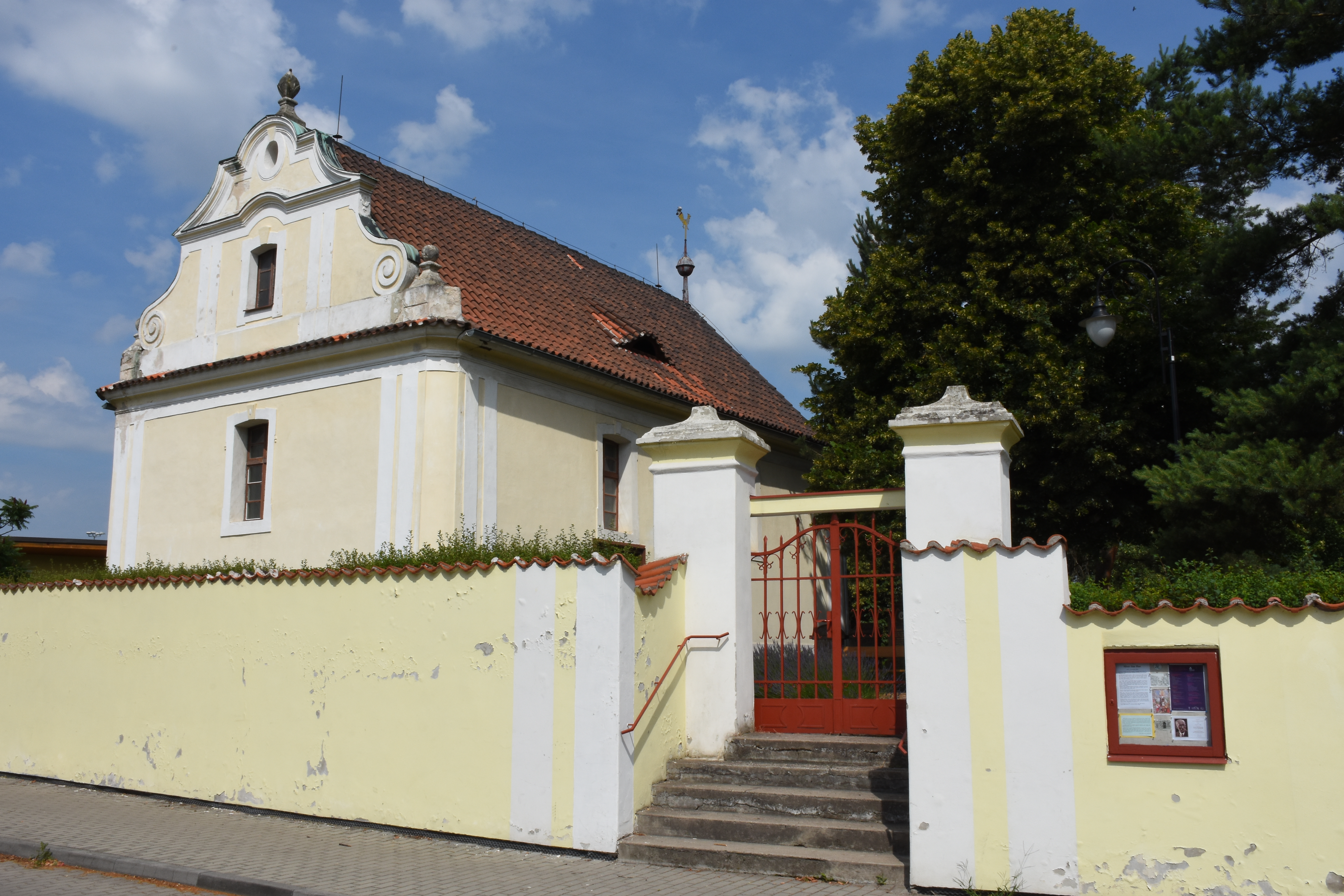
Toleranční kostel v Libiši

- Kostel svatého Jakuba při severním okraji obce – gotický, snad dílo pražského stavitele Petra Lútky z doby těsně před rokem 1391. Věž dle dochovaného nápisu na kamenné desce byla přistavěna roku 1541. Uvnitř kostela jsou fresky ze 14. a 15. století.[17] Kostel obklopuje okrouhlý ohrazený hřbitov, při vchodu do areálu se nachází dřevěná hranolová zvonice na nízké kamenné podezdívce.
- Kostel Svaté Trojice, někdejší toleranční kostel postavený mezi lety 1788 a 1792 ve stylu selského baroka, nyní v užívání Českobratrské církve evangelické.[18][19] V minulosti se změnil z lutherského na reformovaný. Jeden z citátů z Bible v kostele je v maďarštině, tím zachoval kněz Jan Vég (též Wégh, 1755–1830) památku na rodnou řeč. Kázání psal v latině, do češtiny mu je překládal Václav Matěj Kramerius a kněz je četl. Tak se naučil česky. Později napsal mj. Horlivé a nábožné modlitby křesťanské (Praha 1799) a byl autorem frontispisu (signován Joh. Wégh del.), který rytecky provedl Jan Berka.[20][19] V kostele byl natáčen film podle Vladimíra Körnera Sněžná noc (2009) a film Jan Palach (2018). Jan Palach byl členem zdejšího sboru.
- Kostel Nejsvětější Trojice a pastorační centrum Kardinála Josefa Berana – na katastru obce bude vystavěn nový kostel pro Neratovice, dokončen má být v roce 2027
- Výklenková kaplička sv. Václava na návsi, z 19. století

## Rodáci
Karel Novotný (9. 6. 1876 Libiš u Neratovic – 30. 5. 1927 Praha, pohřben v Lobkovicích). Český novinář, žurnalista, satirik, od r. 1904 redaktor Hlasu národa, Ilustrovaného kurýra a po převratu redaktor a soudní referent deníku Venkov. Spřátelil se a často stýkal s rodinou dr. Jana Palackého, syna historika Františka Palackého. Je autorem četných kulturně-historických monografií a studií o osobnostech, jakými byli Hana Kvapilová, Karel Havlíček Borovský, Svatopluk Čech, Václav Babinský ad.

## Galerie

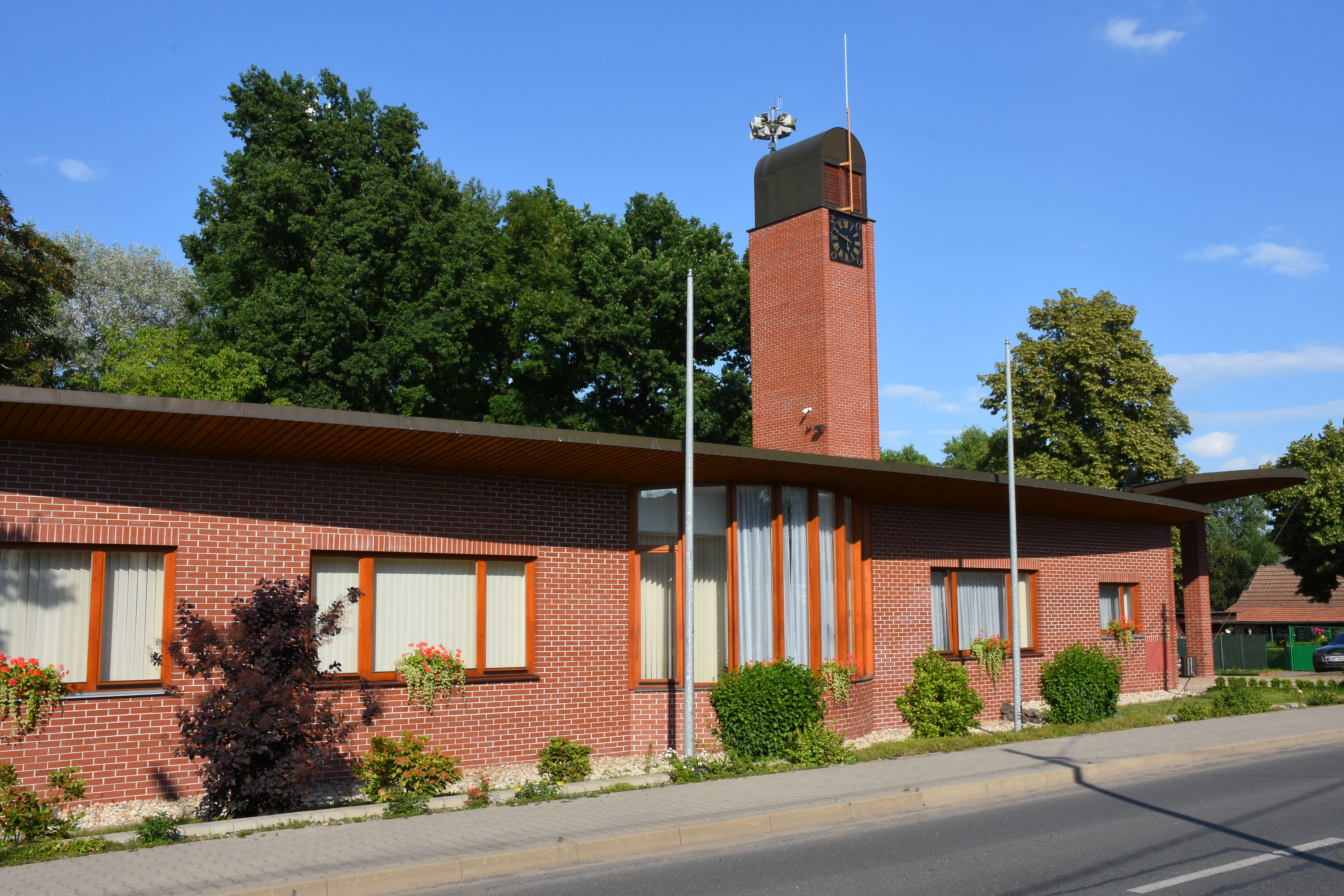
Obecní úřad
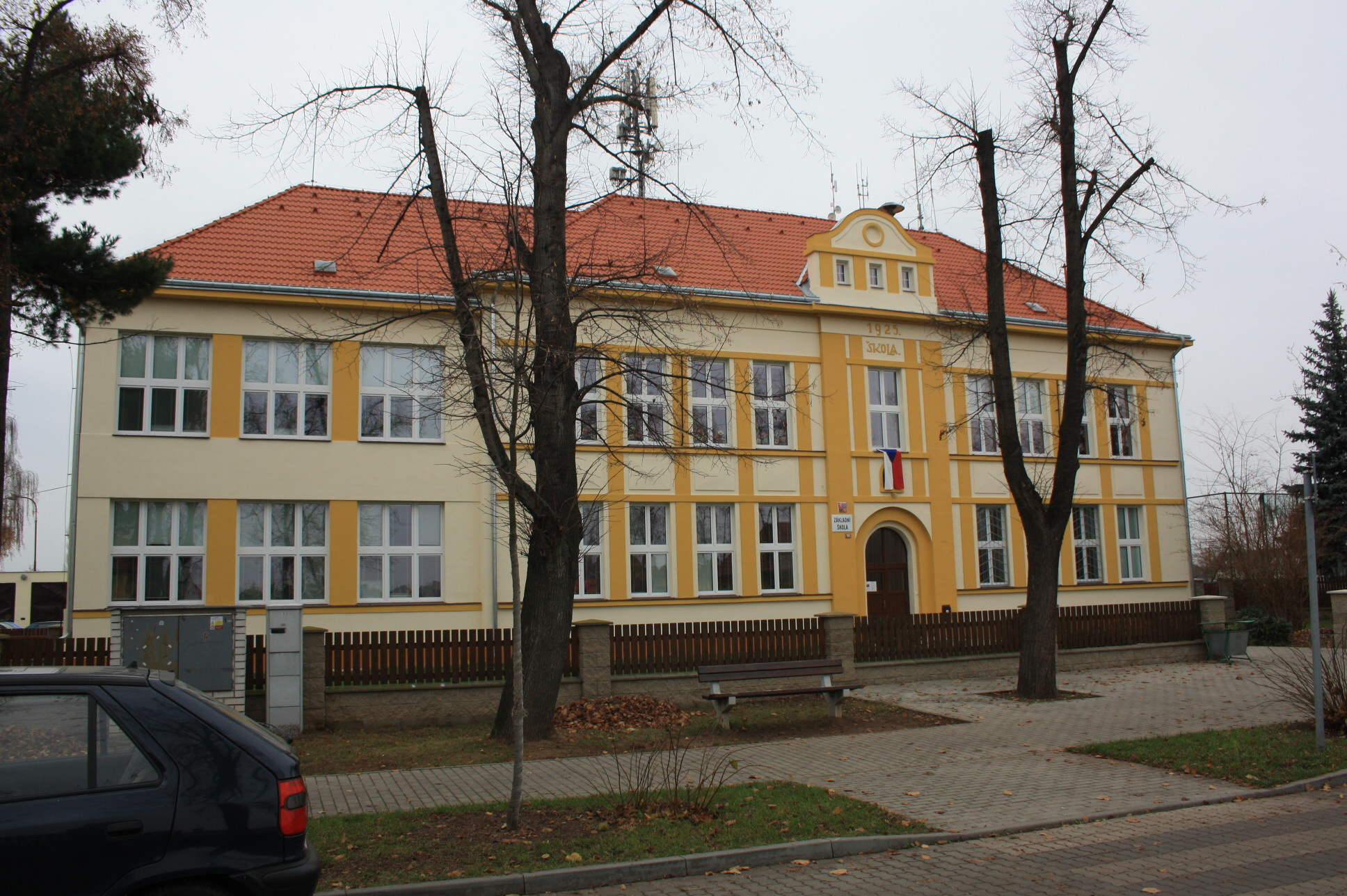
Základní škola
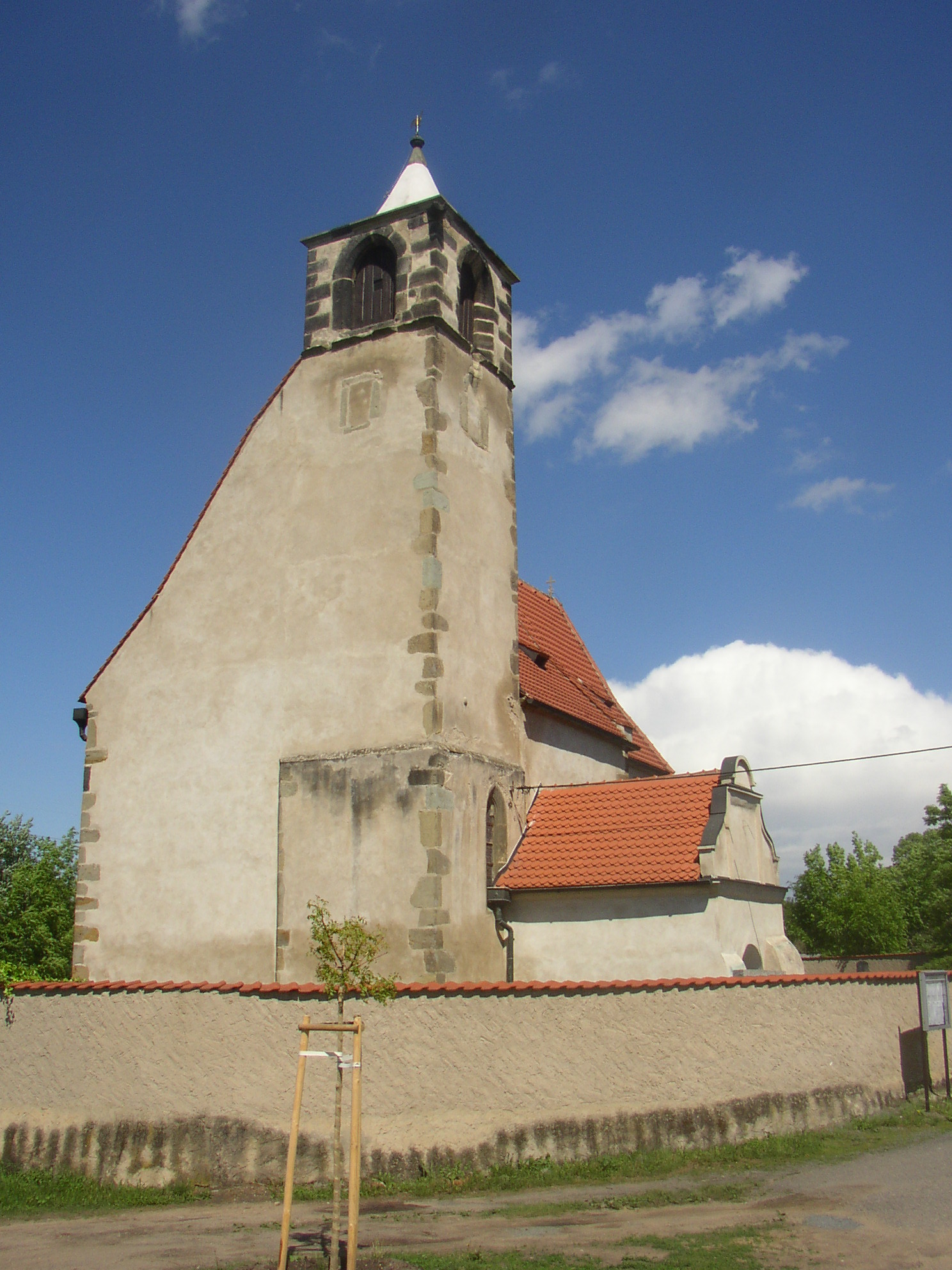
Kostel svatého Jakuba od jihozápadu
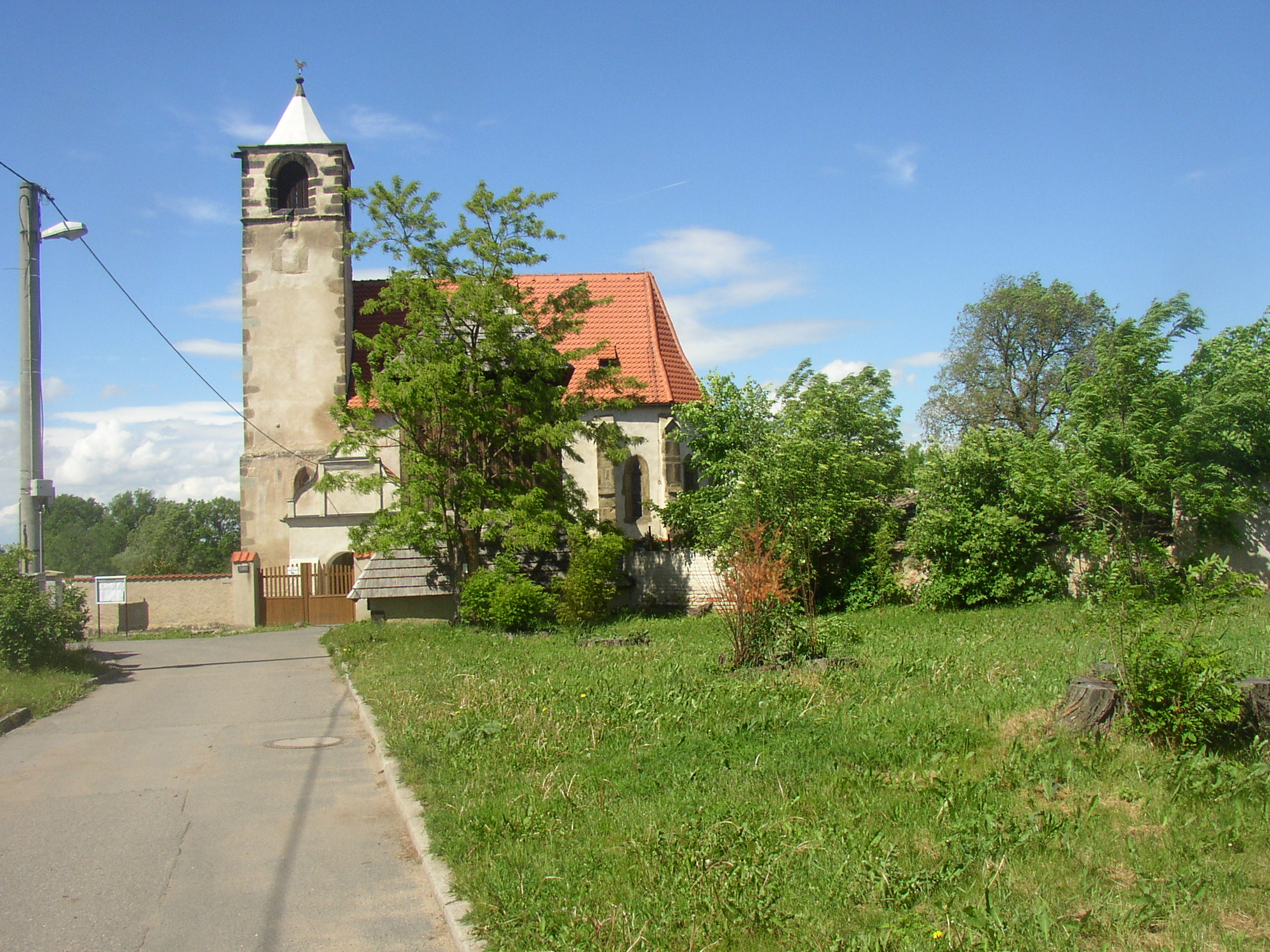
Kostel svatého Jakuba a zvonice od jihu
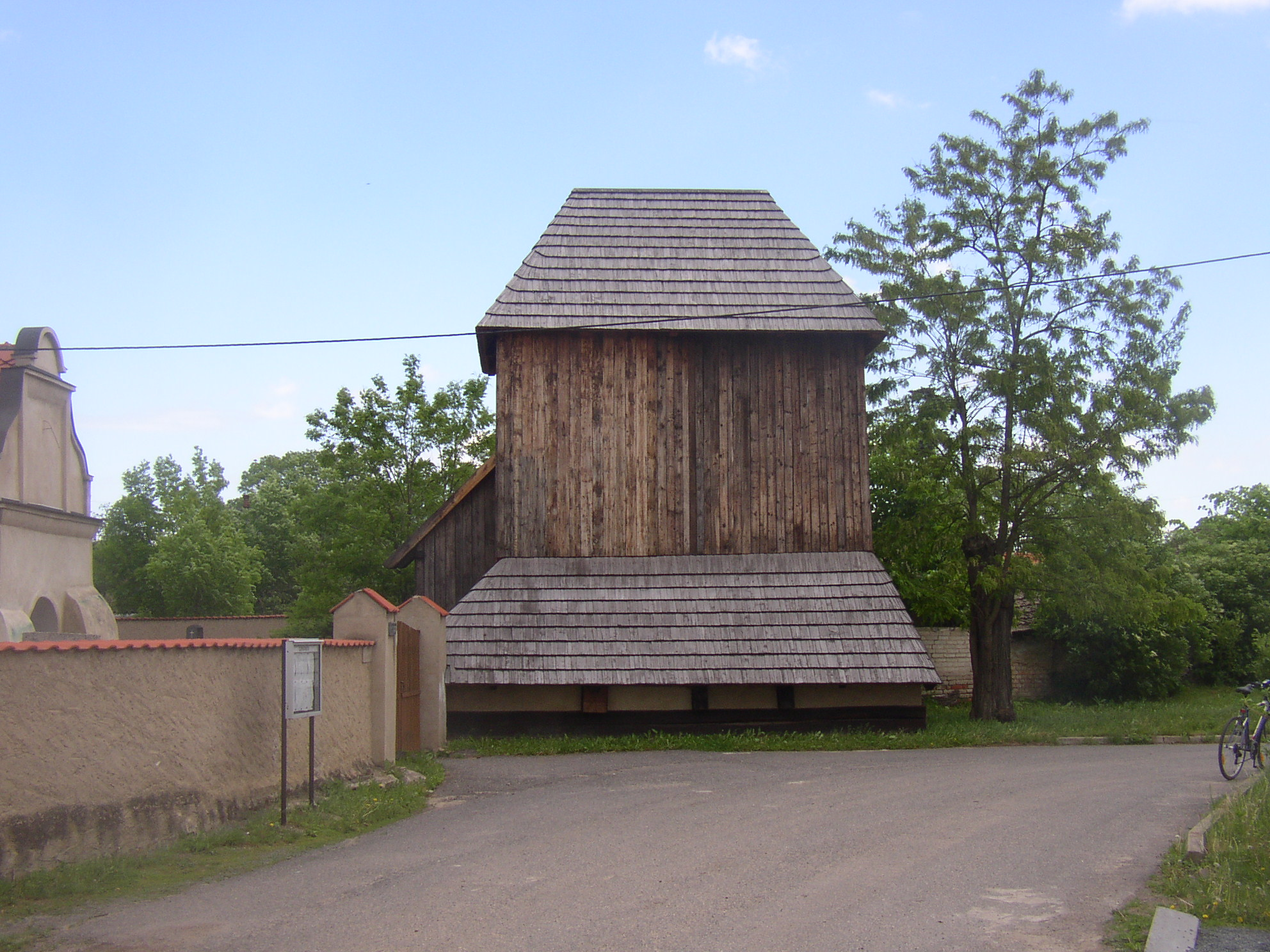
Dřevěná zvonice
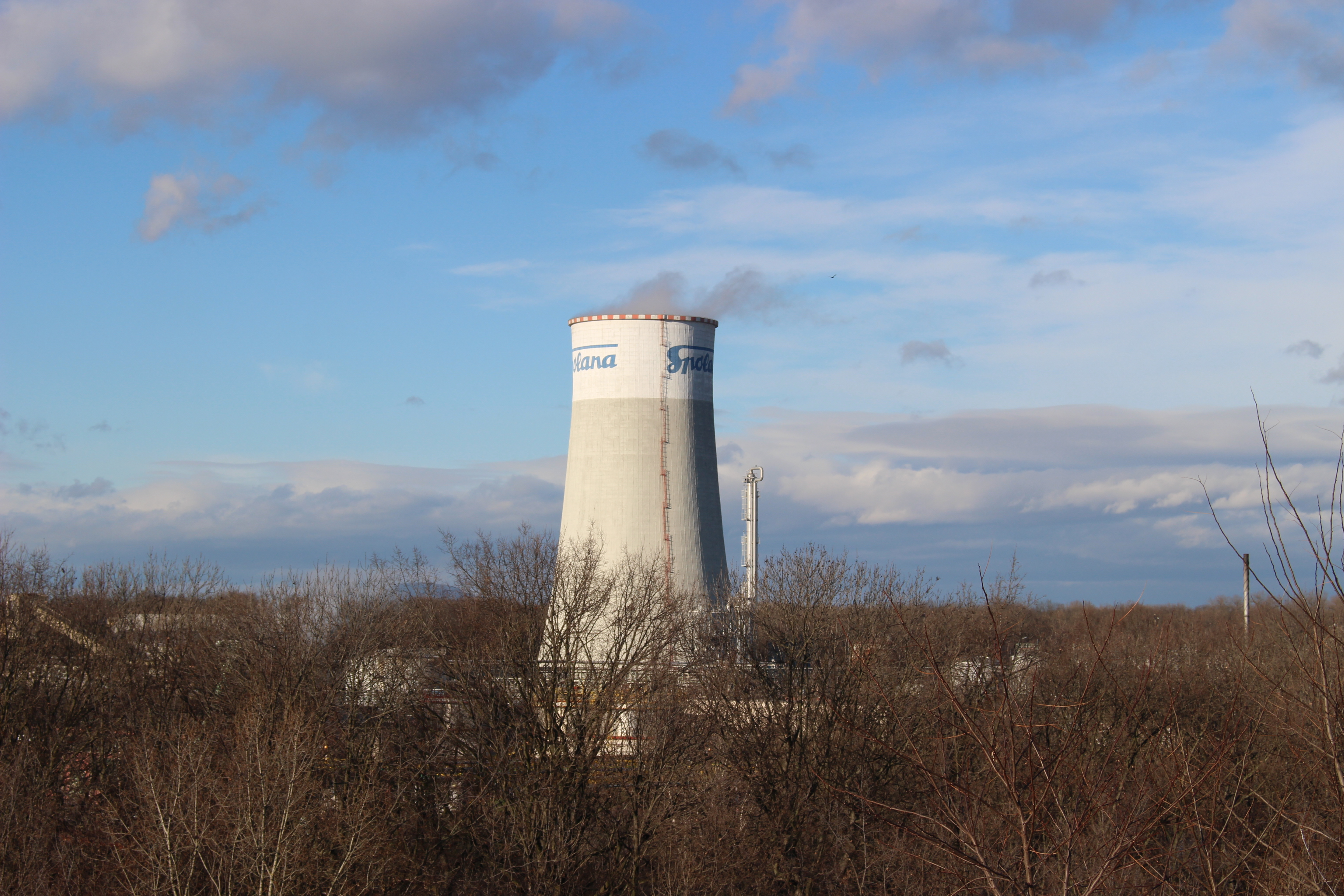
Chladicí věž Spolany
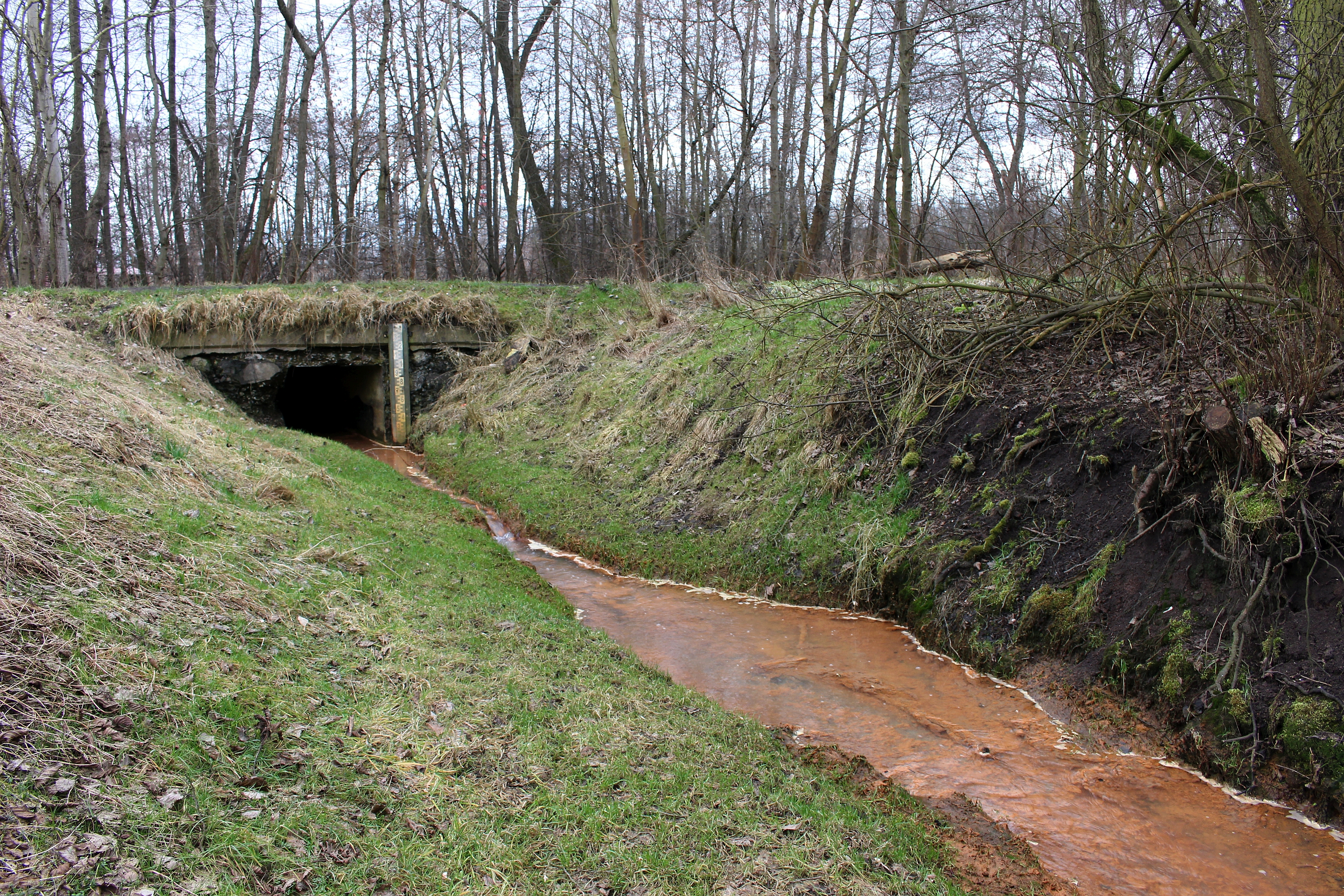
Libišská strouha vytékající z areálu Spolany